# Прончищев, Осип Яковлевич
Осип Яковлевич Прончищев (ум. 1626 г.) — стольник, посол, воевода в Галиче и Уфе.

## Биография
Осип Яковлевич — внук Ивана Васильевича Прончища, который, по преданию, выехал из Польши на службу к великому князю Ивану III Васильевичу и был пожалован в 1488 году поместьями в Тарусском уезде.
Около 1613 года, и в этом же году, Осип Прончищев был воеводой в Галиче, в конце 1613 и в 1614 годах — голова в Казани, откуда 6 февраля по указу послан с новокрещёнными и татарами (в количестве 300 человек) в Калугу, где находился сборный пункт войск, предназначенных для военных операций против поляков, чтобы отсюда двинуться в Литву. Имя Осипа Прончищева встречается в окладной книге 1616 года.
В конце 1617 и 1618 годов Прончищев с князем Ф. П. Барятинским и дьяком Кашкиным находился в посольстве в Швеции и участвовал в заключении Столбовского договора (1617). По пути посольских людей громили черкасы (украинские казаки) и убили сына Осипа Ивановича. По возвращении из Швеции Прончищев назначен, среди других, «объезжим головою» по Москве, причём ему было велено быть в объезде в районе Китай-города.
В 1619 году он отправлен воеводой в Уфу и находился там до 1622 года включительно, а в 1623 году отправлен переписчиком на Кевроль и Мезень, где был составителем переписных Кеврольских книг этого года.
В 1625 году Прончищев в чине стольника был послом от государя в Крым.
Погребен в Пафнутьевом Боровском монастыре 20 января 1626 года. Перед смертью принял постриг с именем Иоасаф.
Сын - Афанасий Осипович Прончищев.